# Premio de Novela Emilio Alarcos
El Premio internacional de novela «Emilio Alarcos Llorach» es un certamen literario establecido en honor del filólogo y miembro de la Real Academia Española, Emilio Alarcos Llorach. Es convocado anualmente por el Centro asturiano de Oviedo con la colaboración del Ayuntamiento de Oviedo y la Caja Rural de Asturias. Está dirigido a escritores que desarrollan su obra en español.

## Dotación
El premio se falla cada año en el mes de enero. Está dotado con 15.000 euros y la publicación de la obra premiada por Algaida Editores.

## Obras premiadas y ganadores
- 2001: La canción del hidrógeno, de Ángel Sánchez Luengo[3]
- 2002: Las tres flores de Lys, de Silvestre Hernández Carné
- 2003: Teófilo, de Ethel Junco de Calabrese
- 2004: Se detuvo el mundo, de Pepe Monteserín
- 2005: Iscariote, de José A. Ramírez Lozano
- 2006: El latido de la memoria, de Manuel Arce
- 2007: Flores para Lucrecia Borgia, de Carolina Dafne Alonso-Cortés[4]
- 2008: Los escrúpulos del sicario, de José Miguel Martín de la Vega
- 2009: Los libros luciérnaga, de Leticia Sánchez Ruiz[5]
- 2010: Frida, de Gregorio Francisco León Armedo.[6]
- 2011: En la luz inmóvil, de Ramón Pernas López.[7]

## Jurados
En el jurado de las últimas ediciones estuvieron presentes Josefina Martínez Álvarez, viuda de Emilio Alarcos y catedrática de la Universidad de Oviedo; Juan de Lillo, periodista y escritor; Luis Mateo Díez y José María Merino, miembros de la Real Academia Española; David Torres, escritor y guionista; Eugenia Álvarez Rico, escritora; y Miguel Ángel Matellanes, director general de la Editorial Algaida, junto a otros escritores o críticos.